# دائرة مسعد
دائرة مسعد إحدى من دوائر ولاية الجلفة الجزائرية، وهي أكبر دائرة بالولاية. وهي دائرة منذ 1974 وحاليا مرشحة لتكون ولاية في التقسيم الإداري القادم.
تتربع دائرة مسعد على مساحة تقدر بـ 9738.47 كم2، يتموقع سكانها بكثافة تقدر بـ 20.23 نسمة/كلـم2. تضم بلديات :
- مسعد
- دلدول
- سد رحال
- سلمانة
- قطارة